# Carlos II ecuestre
El retrato de Carlos II ecuestre, obra atribuida al círculo de Sebastián Herrera Barnuevo y en el pasado al pintor asturiano Juan Carreño de Miranda, es un óleo propiedad del Museo de Cádiz.
Se trata un retrato al óleo sobre lienzo de 207 x 147 cm, en el que Carlos II, niño, vestido con calzón y jubón verdes con dorados cabalgando sobre una gran jaca ricamente enjaezada. La obra se inspira directamente en el retrato ecuestre de su hermanastro, el príncipe Baltasar Carlos pintado por Diego Velázquez para el Salón de Reinos del palacio del Buen Retiro, del que derivan un conjunto de retratos ecuestres relacionados con Sebastián Herrera y su círculo, encabezados por un ejemplar de colección particular madrileña muy semejante, incluso en medidas, al gaditano.